# 巴斯克民族主義

巴斯克旗幟

巴斯克民族主義是一種民族主義思想，主張所有巴斯克人是一個民族，並且應該加強巴斯克人的文化團結。在最近數年，巴斯克民族主義已經和巴斯克獨立運動緊密相連。巴斯克民族主義跨越了兩個國家的三個不同地區（西班牙的巴斯克自治區和納瓦拉自治區，法国巴斯克地区）。巴斯克民族主義者也主張這三個地區（巴斯克地區）應該統一。